# رستاخیز (فیلم ۱۹۲۷)
«رستاخیز» (انگلیسی: Resurrection (1927 film)) یک فیلم به کارگردانی ادوین کرو است که در سال ۱۹۲۷ منتشر شد. از بازیگران آن می‌توان به دولورس دل ریو، کلاریسا سلوین و رود لا رک اشاره کرد.